# Агирбічу (Сібіу)
Агирбічу (рум. Agârbiciu) — село у повіті Сібіу в Румунії. Входить до складу комуни Аксенте-Север.
Село розташоване на відстані 234 км на північний захід від Бухареста, 31 км на північ від Сібіу, 91 км на південний схід від Клуж-Напоки, 119 км на північний захід від Брашова.

## Населення
За даними перепису населення 2002 року у селі проживали 1537 осіб.
Національний склад населення села:
| Національність | Кількість осіб | Відсоток |
| -------------- | -------------- | -------- |
| румуни         | 1501           | 97,7%    |
| німці          | 19             | 1,2%     |
| цигани         | 12             | 0,8%     |
| угорці         | 5              | 0,3%     |

Рідною мовою назвали:
| Мова      | Кількість осіб | Відсоток |
| --------- | -------------- | -------- |
| румунська | 1501           | 97,7%    |
| німецька  | 19             | 1,2%     |
| циганська | 12             | 0,8%     |
| угорська  | 5              | 0,3%     |